# Amirah Adara
Amirah Adara (Budapest, 18 de febrero de 1992) es una actriz pornográfica y modelo erótica húngara.

## Biografía
Nació como Dóra Angyal en Budapest, en febrero de 1992. Uno de sus primeros trabajos fue como modelo erótica, posando para sesiones con el fotógrafo y realizador francés Pierre Woodman. Ingresó en la Universidad, aunque la dejó pronto para entrar en la industria pornográfica en 2011, a los 19 años de edad.
Ha desarrollado gran parte de su carrera en Europa, aunque ha realizado incursiones en el mercado estadounidense. Como actriz, ha trabajado para Evil Angel, New Sensations, Jules Jordan Video, 21Sextury, Blacked, SexArt, Girlfriends Films, Marc Dorcel Fantasies, Digital Playground, Brazzers, Reality Kings o Private, entre otras.
En 2015 y 2016 fue nominada en los Premios XMA en la categoría de Artista femenina extranjera del año, perdiendo contra la polaca Misha Cross y la australiana Angela White respectivamente.
Ha rodado más de 1000 películas como actriz.
Algunas películas de su filmografía son 2 Cute 4 Porn, 4 Passionate Women, Discreet Service 2015, Fishing For Pussy, I Kissed A Girl, Lex Is Up Her Ass, Maximum Anal, Mystery Clinic 3, Nacho's Teen Addiction, Peep Show 5, Private College Girls o Squirt With Me.

## Premios y nominaciones
| Año  | Ceremonia           | Resultado | Premio                                                       | Trabajo                      |
| ---- | ------------------- | --------- | ------------------------------------------------------------ | ---------------------------- |
| 2015 | Premios XBIZ        | Nominada  | Artista femenina extranjera del año                          | —                            |
| 2016 | Premios AVN         | Nominada  | Premio fan: Culo más épico                                   | —                            |
| 2016 | Premios XBIZ        | Nominada  | Artista femenina extranjera del año                          | —                            |
| 2017 | Premios AVN         | Nominada  | Artista femenina extranjera del año                          | —                            |
| 2017 | Premios AVN         | Nominada  | Mejor escena de sexo en producción extranjera                | Artemi’s Swingers Party      |
| 2017 | Premios XBIZ        | Nominada  | Artista femenina extranjera del año                          | —                            |
| 2018 | Premios AVN         | Nominada  | Artista femenina extranjera del año                          | —                            |
| 2018 | Premios AVN         | Nominada  | Mejor escena de sexo en producción extranjera                | Anissa the Tenniswoman       |
| 2018 | Premios AVN         | Nominada  | Premio fan: Culo más épico                                   | —                            |
| 2018 | Premios XBIZ        | Nominada  | Artista femenina extranjera del año                          | —                            |
| 2019 | Premios AVN         | Nominada  | Artista femenina extranjera del año                          | —                            |
| 2019 | Premios XBIZ        | Nominada  | Artista femenina extranjera del año                          | —                            |
| 2020 | Premios AVN         | Nominada  | Artista femenina extranjera del año                          | —                            |
| 2020 | Premios AVN         | Ganadora  | Mejor escena de sexo lésbico grupal en producción extranjera | Bacchanalia                  |
| 2020 | Premios AVN         | Nominada  | Mejor escena de sexo lésbico grupal en producción extranjera | Step by Step                 |
| 2020 | Premios XBIZ        | Nominada  | Artista femenina extranjera del año                          | —                            |
| 2020 | Premios XBIZ Europa | Nominada  | Artista femenina del año                                     | —                            |
| 2020 | Premios XBIZ Europa | Nominada  | Mejor escena de sexo lésbico                                 | Jasmine Jae Sex Addict       |
| 2020 | Premios XBIZ Europa | Nominada  | Mejor escena de sexo lésbico                                 | Bacchanalia                  |
| 2021 | Premios XBIZ Europa | Nominada  | Mejor escena de sexo glamcore                                | Threesome Anal Temptations 3 |
| 2021 | Premios XBIZ Europa | Nominada  | Mejor escena de sexo lésbica                                 | Cherry's Anal Beauties       |
| 2021 | Premios XBIZ Europa | Nominada  | Mejor escena de sexo lésbica                                 | This is Budapest: The Movie! |
| 2021 | Premios XBIZ Europa | Ganadora  | Mejor escena de sexo lésbica                                 | Catch Me If You Can          |
| 2022 | Premios AVN         | Nominada  | Mejor escena de sexo lésbico internacional                   | Get In                       |
| 2023 | Premios AVN         | Nominada  | Mejor escena de sexo lésbico grupal en producción extranjera | Squats and Scissoring        |
| 2024 | Premios AVN         | Ganadora  | Artista lésbica del año                                      | —                            |
| 2025 | Premios AVN         | Nominada  | Artista femenina extranjera del año                          | —                            |
| 2025 | Premios AVN         | Nominada  | Mejor escena de sexo lésbico grupal en producción extranjera | Open Love                    |